# Pernilla Ribeiro Novais
Anna Pernilla Ribeiro Novais, född Andersson 3 december 1971 i Umeå, är en svensk stuntkvinna och judoka.
Pernilla Ribeiro Novais är en av Sveriges mest meriterade judokas genom tiderna. OS-nia 2000, ett EM-silver, världscupsmedaljer och flera NM- och SM-guld. Hon har deltagit som stuntkvinna i flera filmer, reklamfilmer och serier i över 15 års tid. Mellan 2008 och 2011 arbetade hon som utbildningsansvarig på dataföretaget Cogmed. Under åren 2011-2019 arbetade hon på Pearson Assessment som produktspecialist, och även som Senior Sales Manager på Experis. Sedan 2019 jobbar hon nu på företaget Learnster som Customer Success Manager. 201 Hon är gift med judokan Marcello Ribeiro Novais sedan 2002 och har två döttrar, Maya och Clara Ribeiro Novais.

## Meriter
- EM-silver 2000
- Student VM-brons
- VM-femma
- SM-guld 1994, 1995, 1996, 1997, 2000, 2001, 2002
- NM-guld
- OS-nia
- Stora Tjejers Märke nummer 96 - 1998
- Svenska Judo Förbundets högsta förtjänsttecken nr 3. Guld med guldring på svart botten, nummer 92 - 2005

## Filmografi roller i urval
1. 2008 - Låt den rätte komma in
2. 2007 -  Beck – I Guds namn
3. 2005 - Wallander – Innan frosten
4. 2005 - Vadet - norsk TV-serie
5. 2004 - Danslärarens återkomst